# Războiul lumilor (film din 2005)
Războiul lumilor (titlu original War of the Worlds) este un film științifico-fantastic produs în anul 2005, bazat pe romanul fantastic omonim scris de H.G. Wells, și avându-i în rolurile principale pe Tom Cruise și Dakota Fanning. Filmul a fost regizat de Steven Spielberg și a avut premiera pe data de 29 iunie 2005.

## Distribuție
- Tom Cruise - Ray Ferrier
- Dakota Fanning - Rachel Ferrier
- Justin Chatwin - Robbie Ferrier
- Miranda Otto - Mary Ann Ferrier
- Tim Robbins - Harlan Ogilvy
- Rick Gonzalez - Vincent
- Yul Vázquez - Julio
- Lenny Venito - Manny the Mechanic
- Lisa Ann Walter - Sheryl
- Ann Robinson - Grandmother (ea a jucat rolul principal al Sylviei van Buren în filmul din 1953)
- Gene Barry - Grandfather (el a jucat rolul principal Dr. Clayton Forrester în filmul din 1953)
- David Alan Basche - Tim
- Roz Abrams - Herself
- Camillia Sanes - News Producer
- Amy Ryan - Neighbor with Toddler
- David Harbour - Dock Worker
- Danny Hoch - Policeman
- Morgan Freeman - Narator (voce)
- Dee Bradley Baker - Alien Vocals (nemenționat)
- Columbus Short - Soldier
- Channing Tatum - Boy in Church Scene (scene șterse)